# Терпугово
Терпугово — село в Варгашинском районе Курганской области. Входит в состав Верхнесуерского сельсовета.

## История
До 1917 года входило в состав Верхнесуерской волости Ялуторовского уезда Тобольской губернии. По данным на 1926 год деревня Терпугова состояла из 206 хозяйств. В административном отношении входила в состав Верхнесуерского сельсовета Марайского района Курганского округа Уральской области.

## Население
| 1912 | 1926 | 1989 | 2002 | 2010 | 2012 | 2013 |
| ---- | ---- | ---- | ---- | ---- | ---- | ---- |
| 775  | ↗906 | ↘372 | ↗379 | ↘320 | ↘318 | ↘297 |
| 2014 | 2015 | 2016 | 2017 | 2018 | 2019 | 2020 |
| ↘291 | ↘277 | ↘274 | ↗275 | ↘273 | ↘272 | ↘260 |

По данным переписи 1926 года в деревне проживало 906 человек (413 мужчин и 493 женщины), в том числе: русские составляли 99 % населения.